# Лисичье (Донецкая область)
Лиси́чье (укр. Лисиче) — посёлок в Амвросиевском районе Донецкой области Украины. Находится под контролем самопровозглашённой Донецкой Народной Республики.

## География

#### Соседние населённые пункты по странам света
С: Квашино, Белояровка
СЗ: Харьковское, Ленинское, Новоеланчик, Киселёвка, город Амвросиевка
СВ: Сергеево-Крынка, Нижнекрынское, Калиновое
З: —
В: Успенка
ЮЗ: Василевка, Мокроеланчик
ЮВ:  Выселки, Степное
Ю: Петропавловка

## Население
Население по переписи 2001 года составляло 1303 человека.

## Общая информация
Почтовый индекс — 87370. Телефонный код — 6259. Код КОАТУУ — 1420685001.

## Местный совет
87370, Донецкая область, Амвросиевский район, пос. Лисичье, ул. Московская, тел.37-1-36